# Jakob Böhme

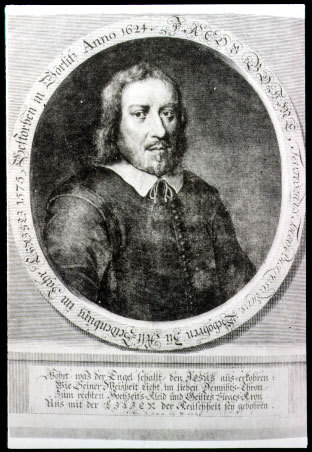
Jakob Böhme

Jakob Böhme (Silèsia, Alemanya, 24 d'abril de 1575 - Görlitz, 17 de novembre de 1624) va ser un místic i teòsof luterà.
Important enllaç de transmissió entre el mestre Eckhart i Nicolau de Cusa, per un costat, i Georg Wilhelm Friedrich Hegeli Friedrich Schelling, per un altre. La seva extensa obra, nascuda de la intuïció intel·lectual, ha influït durant segles en filòsofs i teòlegs. Aurora i Sobre els tres principis de l'essència divina són els seus textos fonamentals.